# Периодни систем
Периодни систем је табеларни приказ хемијских елемената, распоређених на основу њиховог атомског броја (број протона), електронске конфигурације и понављајућих хемијских особина. Овакав распоред показује периодичне законе, а пример су елементи са сличним карактеристикама смештени у истој колони. Такође се разликују и четири правоугаона блока са одређеним, приближно сличним хемијским особинама. У принципу, унутар једног реда (периоде) елемената метали су на левој, а неметали на десној страни.
Редови периодног система називају се периоде, а колоне се називају групе. Шест група има своја имена, као и бројеве; на пример: елементи 17. групе су халогени, док су елементи 18. групе племенити гасови. Периодни систем може да се користи за извођење односа између својстава различитих елемената, те предвиђање својстава нових елемената који се откривају или синтетишу. Периодни систем пружа користан оквир за анализирање хемијских карактеристика материје и широко се користи у хемији, физици и другим наукама.
Руски хемичар Дмитриј Мендељејев је 1869. године објавио први општепризнат периодни систем. Свој систем развио је да би илустровао периодичне законе и својства тада познатих елемената. Мендељејев је такође предвидио нека својства тада непознатих елемената, за које се очекивало да ће да попуне празнине у овом систему. Већина његових предвиђања се показала тачним када су поменути елементи касније откривени. Мендељејевљев периодни систем од тада је знатно проширен и прерађен откривањем или синтетисањем додатних нових елемената, као и развојем нових теоретских модела за објашњавање хемијских принципа.
Сви елементи од атомског броја 1 (водоник) до 118 (оганесон) откривени су или синтетисани, а последње проширење периодног система (нихонијум, московијум, тенесин и оганесон; именовани 28. новембра 2016) Међународна унија за чисту и примењену хемију (IUPAC) потврдила је 30. децембра 2015. године; првих седам редова периодног система је комплетирано.‍‍ Прва 94 елемента постоје природно, иако се неки могу пронаћи само у траговима и били су синтетисани у лабораторијама пре него што су пронађени у природи.‍ Елементи са атомским бројем из интервала 95—118 једино су синтетисани у лабораторијама или нуклеарним реакторима.‍ Синтеза елемената који имају веће атомске бројеве је оно чему хемичари тренутно теже. Бројни синтетички радиоизотопи елемената који се природно појављују такође су произведени у лабораторијама.

## Преглед
| Група     | 1                 | 2                   | 3                 |      | 4                     | 5                     | 6                  | 7                 | 8                 | 9                   | 10                   | 11                  | 12                   | 13                  | 14                 | 15                   | 16                   | 17                 | 18               |
| --------- | ----------------- | ------------------- | ----------------- | ---- | --------------------- | --------------------- | ------------------ | ----------------- | ----------------- | ------------------- | -------------------- | ------------------- | -------------------- | ------------------- | ------------------ | -------------------- | -------------------- | ------------------ | ---------------- |
|           | Алкални метали    | Земноалкални метали |                   |      |                       |                       |                    |                   |                   |                     |                      |                     |                      |                     |                    | Пниктогени           | Халкогени            | Халогени           | Племенити гасови |
| Периода 1 | Водоник11,008     |                     |                   |      |                       |                       |                    |                   |                   |                     |                      |                     |                      |                     |                    |                      |                      |                    | Хелијум24,0026   |
| 2         | Литијум36,94      | Берилијум49,0122    |                   |      |                       |                       |                    |                   |                   |                     |                      |                     |                      | Бор510,81           | Угљеник612,011     | Азот714,007          | Кисеоник815,999      | Флуор918,998       | Неон1020,180     |
| 3         | Натријум1122,990  | Магнезијум1224,305  |                   |      |                       |                       |                    |                   |                   |                     |                      |                     |                      | Алуминијум1326,982  | Силицијум1428,085  | Фосфор1530,974       | Сумпор1632,06        | Хлор1735,45        | Аргон1839,948    |
| 4         | Калијум1939,098   | Калцијум2040,078    | Скандијум2144,956 |      | Титанијум2247,867     | Ванадијум2350,942     | Хром2451,996       | Манган2554,938    | Гвожђе2655,845    | Кобалт2758,933      | Никл2858,693         | Бакар2963,546       | Цинк3065,38          | Галијум3169,723     | Германијум3272,630 | Арсен3374,922        | Селен3478,971        | Бром3579,904       | Криптон3683,798  |
| 5         | Рубидијум3785,468 | Стронцијум3887,62   | Итријум3988,906   |      | Цирконијум4091,224    | Ниобијум4192,906      | Молибден4295,95    | Технецијум43[98]  | Рутенијум44101,07 | Родијум45102,91     | Паладијум46106,42    | Сребро47107,87      | Кадмијум48112,41     | Индијум49114,82     | Калај50118,71      | Антимон51121,76      | Телур52127,60        | Јод53126,90        | Ксенон54131,29   |
| 6         | Цезијум55132,91   | Баријум56137,33     | Лантан57138,91    | * ×1 | Хафнијум72178,49      | Тантал73180,95        | Волфрам74183,84    | Ренијум75186,21   | Осмијум76190,23   | Иридијум77192,22    | Платина78195,08      | Злато79196,97       | Жива80200,59         | Талијум81204,38     | Олово82207,2       | Бизмут83208,98       | Полонијум84[209]     | Астат85[210]       | Радон86[222]     |
| 7         | Францијум87[223]  | Радијум88[226]      | Актинијум89[227]  | * ×1 | Радерфордијум104[267] | Дубнијум105[268]      | Сиборгијум106[269] | Боријум107[270]   | Хасијум108[270]   | Мајтнеријум109[278] | Дармштатијум110[281] | Рендгенијум111[282] | Коперницијум112[285] | Нихонијум113[286]   | Флеровијум114[289] | Московијум115[290]   | Ливерморијум116[293] | Тенесин117[294]    | Оганесон118[294] |
|           |                   |                     |                   |      |                       |                       |                    |                   |                   |                     |                      |                     |                      |                     |                    |                      |                      |                    |                  |
|           |                   |                     |                   | * ×1 | Церијум58140,12       | Празеодијум59140,91   | Неодијум60144,24   | Прометијум61[145] | Самаријум62150,36 | Европијум63151,96   | Гадолинијум64157,25  | Тербијум65158,93    | Диспрозијум66162,50  | Холмијум67164,93    | Ербијум68167,26    | Тулијум69168,93      | Итербијум70173,05    | Лутецијум71174,97  |                  |
|           |                   |                     |                   | * ×1 | Торијум90232,04       | Протактинијум91231,04 | Уранијум92238,03   | Нептунијум93[237] | Плутонијум94[244] | Америцијум95[243]   | Киријум96[247]       | Берклијум97[247]    | Калифорнијум98[251]  | Ајнштајнијум99[252] | Фермијум100[257]   | Мендељевијум101[258] | Нобелијум102[259]    | Лоренцијум103[266] |                  |

1 (црвена) = гасовито 3 (црна) = чврсто 80 (зелена) = течно 109 (сива) = непознато Боја атомског броја показује агрегатно стање (на 0 ° и 1 ) 
- : 40,078 — формална кратка вредност, заокружено (нема несигурности)[5]
- : [209] — масени број најстабилнијег изотопа

Боја позадине показује поткатегорију у метално-металоидно-неметалном тренду:
| Метал         | Метал              | Метал     | Метал    | Метал          | Метал              | Металоид | Неметал             | Неметал           | Неметал       | Непозната хемијска својства |
| Алкални метал | Земноалкални метал | Лантаноид | Актиноид | Прелазни метал | Постпрелазни метал | Металоид | Полиатомски неметал | Диатомски неметал | Племенити гас | Непозната хемијска својства |

Сваки хемијски елемент има јединствен атомски број (Z), који представља број протона у његовом језгру.‍ Већина елемената има различит број неутрона у различитим атомима, а ове варијанте се називају изотопима. На пример, угљеник има три изотопа која се природно појављују: сви његови атоми имају шест протона и већина има шест неутрона такође, али око један проценат има седам неутрона (постоји и веома мали број са осам неутрона). Изотопи се никада не издвајају у периодном систему; они се увек групишу заједно с појединим елементом. Елементи који немају стабилних изотопа имају атомске масе својих најстабилнијих изотопа, а уколико су такве масе приказане — исте се налазе у заградама.‍
У стандардном периодном систему, елементи се ређају растуће према свом атомском броју (број протона у језгру атома). Нови ред (периода) започиње се када нова електронска љуска добије свој први електрон. Колоне (групе) одређене су електронском конфигурацијом атома; елементи са истим бројем електрона у појединој подљусци сврставају се у исте колоне (нпр. кисеоник и селен су истој колони јер оба имају по четири електрона у својој спољашњој, p-подљусци). Елементи са сличним хемијским својствима генерално се сврставају у исте групе периодног система, с тим да у блоку и одређеним деловима блока елементи и у истој периоди такође теже поседовању сличних својстава. Према томе, релативно је лако предвидети хемијска својства елемента ако су позната својства елемената који га окружују.‍
Периодни систем је на крају 2016. године имао 118 потврђених елемената; елемент број 1 је водоник, а елемент број 118 је оганесон. Елементе 113, 115, 117 и 118 званично је потврдила Међународна унија за чисту и примењену хемију (скр. IUPAC) децембра 2015. године.‍ Предложена имена за ове елементе — нихонијум (Nh), московијум (Mc), тенесин (Ts) и оганесон (Og) — IUPAC је објавио јуна 2016. године;‍ формално их је потврдио по истеку петомесечног јавног рока за расправу, новембра 2016. године.‍ До тада, ови елементи морали су да се формално идентификују својим атомским бројем (нпр. „елемент 113”) или својим привременим систематским именом (нпр. „унунтријум”, симбол „Uut”).‍
Прва 94 елемента се појављују у природи; остала 24 елемента, од америцијума до оганесона (95—118), добијају се само синтетисањем у лабораторијама. Од 94 елемента која се налазе природно, 83 су примордијална док осталих 11 може да се пронађе само у ланцима распадања примордијалних елемената.‍ Ниједан елемент тежи од ајнштајнијума (елемент 99) никада није посматран у макроскопским количинама у својој чистој форми, а исти је случај и са астатом (елемент 85); францијум (елемент 87) био је једино фотографисан у облику светла емитованог у микроскопским количинама (300.000 атома).‍

## Методи груписања

### Групе
Група или породица је вертикална колона у периодном систему. Групе обично имају значајније периодичне законе од периода и блокова, што је објашњено испод. Модерне теорије квантне механике за атомску структуру објашњавају групне законе предлажући да елементи у истој групи генерално имају исту електронску конфигурацију у својој валентној љусци.‍ Следствено томе, елементи у истој групи теже поседовању сличних хемијских особина и огледају исте законе у својствима како се атомски број повећава.‍ Међутим, у неким деловима периодног система — као што је блок и блок — хоризонталне сличности могу да буду важне исто као или више наглашене него вертикалне сличности.‍‍‍
Према међународним конвенцијама за именовање, групе се нумерички означавају бројевима од 1 до 18 почев од крајње леве колоне (алкални метали) према крајњој десној колони (племенити гасови).‍ Пре овог начина означавања, користили су се римски бројеви. У Америци, римски бројеви су били попраћени словом  ако је група била у блоку или блоку, односно словом  ако је група била у блоку. Римски бројеви користили су одговарајућу варијанту за последњу цифру из данашњег начина означавања (нпр. елементи 4. групе били су група IV B, док су елементи 14. групе били група IV A). У Европи, означавање словима било је готово исто, изузев правила да се користи A ако је група пре 10. групе, односно B ако је група 10. или нека после ње. Поред овога, групе 8, 9 и 10 су се сматрале једном групом троструке величине, колективно познатом на оба континента као група VIII. Нови систем именовања IUPAC је увео у употребу 1988. године, када стара имена за групе постају превазиђена.‍
Одређене групе добиле су тривијална (несистематска) имена, што се може видети у табели испод, с тим да се нека ретко користе. Групе 3—10 немају тривијалних имена и о истима се говори једноставно помињући бројеве њихових чланова или само име првог члана (пример је алтернативни назив „скандијумова група” за 3. групу), и то зато што огледају мање сличности и/или вертикалних законитости.‍
Елементи у истој групи показују одређене узорке у погледу атомског радијуса, енергије јонизације и електронегативности. Идући од врха ка дну групе, атомски радијус елемената се повећава. Пошто постоји више попуњених енергетских нивоа, валентни електрони се проналазе даље од језгра. Од врха, сваки узастопни елемент има нижу енергију јонизације зато што је лакше уклонити електрон (јер су атоми слабије везани). Слично томе, у групи се примећује смањење електронегативности идући с врха према дну због повећавања растојања између валентних електрона и језгра.‍ Међутим, постоје и изузеци од ових законитости; пример оваквог одступања је 11. група, где се електронегативност повећава идући ка дну групе.‍
|                  |                  | 1                | 2                    | 3a                 | a | 4                  | 5                  | 6             | 7               | 8              | 9               | 10            | 11            | 12            | 13           | 14               | 15            | 16                | 17             | 18                           |
| Мендељејев (—)   | Мендељејев (—)   |                  |                      |                    |   |                    |                    |               |                 | B              | B               | B             |               |               |              |                  |               |                   |                | b                            |
| (САД, )          |                  |                  |                      |                    |   |                    |                    |               |                 |                |                 |               |               |               |              |                  |               |                   |                |                              |
| Заст. (Европа, ) | Заст. (Европа, ) |                  |                      |                    |   |                    |                    |               |                 | B              | B               | B             |               |               |              |                  |               |                   |                | 0                            |
| Тривијално име   | Тривијално име   | Алкални метали   | Земноалкални металиr |                    |   |                    |                    |               |                 |                |                 |               | Ковни метали  |               | Тријели      | Тетрели          | Пниктогениr   | Халкогениr        | Халогениr      | Племенити гасовиr            |
| Име по елементуr | Име по елементуr | Литијумова група | Берилијумова група   | Скандијумова група |   | Титанијумова група | Ванадијумова група | Хромова група | Манганова група | Гвожђева група | Кобалтова група | Никлова група | Бакрова група | Цинкова група | Борова група | Угљеникова група | Азотова група | Кисеоникова група | Флуорова група | Хелијумова или неонова група |
| 1. периода       | 1. периода       | hHh              |                      |                    |   |                    |                    |               |                 |                |                 |               |               |               |              |                  |               |                   |                | He                           |
| 2. периода       | 2. периода       | Li               | Be                   |                    |   |                    |                    |               |                 |                |                 |               |               |               | B            | C                | N             | O                 | F              | Ne                           |
| 3. периода       | 3. периода       | Na               | Mg                   |                    |   |                    |                    |               |                 |                |                 |               |               |               | Al           | Si               | P             | S                 | Cl             | Ar                           |
| 4. периода       | 4. периода       | K                | Ca                   | Sc                 |   | Ti                 | V                  | Cr            | Mn              | Fe             | Co              | Ni            | Cu            | Zn            | Ga           | Ge               | As            | Se                | Br             | Kr                           |
| 5. периода       | 5. периода       | Rb               | Sr                   | Y                  |   | Zr                 | Nb                 | Mo            | Tc              | Ru             | Rh              | Pd            | Ag            | Cd            | In           | Sn               | Sb            | Te                | I              | Xe                           |
| 6. периода       | 6. периода       | Cs               | Ba                   | La                 | — | Hf                 | Ta                 | W             | Re              | Os             | Ir              | Pt            | Au            | Hg            | Tl           | Pb               | Bi            | Po                | At             | Rn                           |
| 7. периода       | 7. периода       | Fr               | Ra                   | Ac                 | — | Rf                 | Db                 | Sg            | Bh              | Hs             | Mt              | Ds            | Rg            | Cn            | Nh           | Fl               | Mc            | Lv                | Ts             | Og                           |

### Периоде
Периода је хоризонтални ред у периодном систему. Иако групе генерално имају значајније периодичне законе, постоје региони где су хоризонталне законитости битније од оних који се вежу за групе; пример је блок, где лантаноиди и актиноиди формирају два значајна хоризонтална низа елемената.‍
Елементи у истој периоди показују узорке у погледу атомског радијуса, енергије јонизације, електронског афинитета и електронегативности. Идући слева надесно кроз периоде, атомски радијус обично опада. Ово се дешава зато што сваки узастопни елемент има протон и електрон више, што узрокује веће привлачење и приближавање електрона језгру.‍ Ово смањење у величини атомског радијуса такође узрокује повећање у енергији јонизације идући слева надесно кроз периоде. Што је елемент јаче везан, већа енергија је потребна да би се уклонио електрон. Електронегативност се повећава на исти начин као и енергија јонизације због привлачне силе која делује на електроне из језгра.‍ Електронски афинитет такође показује приметан тренд када се пролази периодама; метали (лева страна периода) обично имају нижи електронски афинитет од неметала (десна страна периода), са изузетком племенитих гасова.‍

### Блокови
Одређени региони периодног система могу да се назову блоковима, а одређују се према редоследу по ком се попуњавају електронске љуске елемената. Сваки блок је име добио према подљусци у којој „последњи” електрон појмовно обитава.‍‍ блок обухвата прве две групе (алкални и земноалкални метали), те водоник и хелијум. блок обухвата последњих шест група, а то су групе 13—18 у IUPAC-овом систему означавања (3A—8A у америчком систему означавања); поред осталих елемената, у овом блоку су смештени сви металоиди. блок обухвата групе 3—12 (или 3B—2B према америчкој конвенцији) и садржи све прелазне метале. блок, углавном приказан испод главног дела периодног система, нема чланова група и обухвата лантаноиде и актиноиде.‍

### Метали, металоиди и неметали
Према физичким и хемијским особинама које деле, елементи се могу сврстати у три велике категорије: метали, металоиди и неметали. Метали су углавном сјајне, добро проводљиве чврсте твари које једна с другом формирају легуре и с неметалима јонска једињења налик соли (осим племенитих гасова). Већина неметала су обојени или безбојни непроводљиви гасови; неметали који формирају једињења с другим неметалима стварају ковалентне везе. Између метала и неметала налазе се металоиди, који имају просечна или измешана својства.‍
Метали и неметали могу да се додатно класификују у поткатегорије које показују градацију од својстава метала до својстава неметала, идући редовима слева надесно. Метали су додатно подељени у високо реактивне алкалне метале, преко мање реактивних земноалкалних метала, лантаноида и актиноида те архетипских прелазних метала, све до физички и хемијски слабих постпрелазних метала. Неметали су једноставно подељени на полиатомске неметале (који, како су најближи металоидима, показују неке почетне карактеристике метала), диатомске неметале (који су суштински неметали) и моноатомске племените гасове (који су потпуно неметали и готово скроз инертни). Специјализована груписања као што су рефракторни метали и племенити метали, која су ниже јединице (у овом примеру) прелазних метала, такође су препозната и повремено у употреби.‍
Разврставање елемената у категорије и поткатегорије на основу својстава која деле је несавршено. Постоји спектар својстава унутар сваке од категорија и није тешко пронаћи преклапања на границама, као што је то случај и с већином класификационих шема.‍ Берилијум, на пример, сврстан је у земноалкалне метале иако су његова амфотеричка хемија и тенденција ка формирању ковалентних једињења атрибути хемијски слабих или постпрелазних метала. Радон је сврстан у групу неметала, а племенити гас и упркос томе има многа својства катјонске хемије која је карактеристичнија за метале. Друге шеме за класификацију такође су могуће, а пример је подела елемената у категорије минералошких учесталости или кристалних структура. Категоризација елемената на начине сличне овима датира најмање до 1869. године, када је Хинрихс‍ написао да једноставне граничне линије могу да се нацртају на периодном систему како би се означили елементи са сличним својствима, као што су метали и неметали или елементи у гасовитом стању.

## Периодични трендови и обрасци
Периодични закони или закони периодичности (енгл. periodic trends) представљају законитости које произилазе из упоредбе својстава хемијских елемената у погледу понављајућих (периодичних) карактеристика. Ту се убрајају валентни електрони, атомски радијуси, енергија јонизације, електронегативност, електронски афинитет те метална и неметална својства. Повећање или смањење својстава која су одређена овим законитостима може да се примети при проласку кроз редове и колоне периодног система, а саме законитости одређене су теоријама структуре атома.

### Електронска конфигурација
Електронска конфигурација или организација електрона који круже око неутралних атома показује понављајуће узорке или периодичност. Електрони попуњавају низове електронских љуски (нумерисаних као 1. љуска, 2. љуска итд.). Свака љуска се састоји из једне или више подљуски (именованих словима s, p, d, f и g). Како се атомски број повећава, електрони прогресивно попуњавају ове љуске и подљуске мање-више пратећи Маделунгово правило или правило о енергетском редоследу, као што је приказано на дијаграму. Електронска конфигурација за неон, на пример, записује се као 1s2 22 26. Са атомским бројем 10, неон има 2 електрона у својој првој љусци те 8 електрона у својој другој љусци (2 у њеној подљусци и 6 у њеној подљусци). Повезујући ово с периодним системом, може се рећи да када електрон по први пут попуни нову љуску — почиње нова периода; ове позиције заузимају водоник и алкални метали.‍‍
Пошто својства елемента у већем делу одређује његова електронска конфигурација, својства елемената тако показују понављајуће узорке или периодично понашање, а неки од примера приказани су у дијаграмима испод за атомске радијусе, енергију јонизације и електронски афинитет. Управо је ова периодичност својстава, чије су манифестације биле и често примећиване пре него што је њихова фундаментална теорија развијена, довела до успостављања периодичног закона (чињенице да се елементи понављају у различитим интервалима) и формирања првих периодних система.‍‍

### Атомски радијуси
Атомски радијуси варирају на предвидљив и објашњив начин крећући се периодним системом. На пример, радијуси се генерално смањују дуж сваке од 7 периода система, од алкалних метала до племенитих гасова; радијуси се повећавају идући низ сваку од 18 група. Радијуси се повећавају нагло између племенитих гасова и краја сваке од периода те алкалних метала и почетка следеће периоде. Овакви узорци у величини за атомске радијусе (и у разним другим хемијским и физичким својствима елемената) могу да се објасне теоријом електронске љуске атома; овиме су пружени важни докази за развијање и потврђивање квантне теорије.‍
Електрони у 4f-подљусци, која се прогресивно пуни идући од церијума (елемент 58) до итербијума (елемент 70), нису нарочито ефективни у очувању пораста нуклеарног набоја пружајући отпор другим спољашњим d-подs-љускама. Елементи који следе одмах након лантаноида имају атомске радијусе који су мањи него што се то очекује и који су готово једнаки атомским радијусима елемената смештених одмах изнад.‍ Тако хафнијум има виртуелно исти атомски радијус (и хемију) као и цирконијум, тантал има атомски радијус готово једнак оном ниобијума итд. Ово је познато као лантаноидна контракција. Ефекат лантаноидне контракције може да се примети све до платине (елемент 78), после чега бива замаскиран релативистичким ефектом познатим као ефекат инертног пара.‍ Контракција блока, која представља сличан ефекат између блока и блока, мање је наглашена него лантаноидна контракција али се јавља услед сличног узрока.‍

### Енергија јонизације
Прва енергија јонизације је енергија потребна да се уклони један електрон из атома, друга енергија јонизације је енергија потребна да се уклони други електрон из атома итд. За дати атом, узастопне енергије јонизације повећавају се степеном јонизације. За магнезијум, на пример, прва енергија јонизације је 738 , а друга је 1450 . Електрони у ближим орбиталама привлаче се већим силама електростатичког деловања; према томе, њихово уклањање из атома захтева више енергије јер су смештени на вишим енергетским нивоима. Енергија јонизације се повећава идући нагоре и надесно у периодном систему.‍
Велики скокови у узастопним моларним енергијама јонизације јављају се при уклањању електрона из конфигурације племенитог гаса (комплетна електронска љуска). За магнезијум, поново, прве две моларне енергије јонизације дате изнад одговарају изузимању два 3електрона, док је трећа енергија јонизације много већа (7730 ) и потребна је да се изузме 2p-електрон из веома стабилне конфигурације коју има Mg2+ и која је налик оној неона. Сличан скок у енергијама јонизације јавља се и код других атома 3. реда.‍

### Електронегативност
Електронегативност је тенденција атома да привлачи електроне.‍ Електронегативност атома одређује и његов атомски број и растојање између валентних електрона и језгра. Што је електронегативност већа, елемент више привлачи електроне. Овај принцип је 1932. године први предложио Лајнус Полинг.‍ Уопштено говорећи, електронегативност се повећава идући слева надесно дуж периода, а смањује спуштајући се низ групе. Стога, флуор је најелектронегативнији од свих елемената,‍ док је цезијум најмање електронегативан елемент (барем од оних за које су признати експериментални резултати доступни).‍
Постоји неколико изузетака од овог општег правила. Галијум и германијум имају веће електронегативности од алуминијума и силицијума (редом) због присутности ефекта контракције блока. Елементи 4. периоде одмах испод првог реда прелазних метала имају необично мале атомске радијусе зато што 3електрони нису ефективни у очувању повећаног нуклеарног набоја, а мања атомска величина повезује се с већом електронегативношћу.‍ Неуобичајено висока електронегативност олова, поготово при упоредби с талијумом и бизмутом, верује се да је артефакт одабира података (и њихове доступности) — методи рачунања који се разликују од Полинговог метода показују нормалне периодичне законе за ове елементе.‍

### Електронски афинитет
Електронски афинитет атома или афинитет према електрону је количина енергије која се отпусти када се електрон дода на неутралан атом да би се створио негативни јон (анјон). Иако електронски афинитет увелико варира, појављују се и одређени узорци. Генерално говорећи, неметали имају позитивније вредности електронског афинитета него метали. Хлор најјаче привлачи додатни електрон. Електронски афинитети племенитих гасова нису измерени с поузданим вредностима, тако да можда имају а можда и немају вредности које залазе на леву страну бројевне линије.‍
Електронски афинитет се обично повећава идући дуж периоде. Ово је узроковано попуњавањем валентних љуски атома; при примању електрона атом 17. групе отпушта више енергије него атом 1. групе јер поседује попуњену валентну љуску и према томе је стабилнији.‍
Тренд опадања афинитета према електрону како се иде низ групе очекивана је појава. Додатни електрон ће да попуни орбиталу која је даље од језгра. Тако ће тај електрон да се слабије привлачи према језгру и ослобођена енергија при његовом додавању ће да буде мања. Међутим, идући ка дну групе, око једна трећина елемената показује аномалију: тежи елементи имају веће електронске афинитете од својих суседних лакших сродника. Ово је увелико због слабог пружања отпора од стране  и  електрона. Једнообразан пад у електронском афинитету једино се може уочити код атома 1. групе.‍

### Метални карактер
Што су вредности енергије јонизације, електронегативности и електронског афинитета мање, елемент има више металног карактера. Вреди и обратно: неметаличност се повећава порастом три претходно поменута фактора.‍ Узимајући у обзир периодичне законе који управљају овим факторима, метални карактер се смањује идући дуж периода (или редова) и с неколико неправилности — (углавном) због лошег скрининга језгра од стране  и  електрона те релативистичких ефеката‍ — тежи повећавању идући низ групе (или колоне/породице). Према томе, елементи с највише металних својстава (као што су цезијум и францијум) смештени су у доњем левом углу традиционалних периодних система, док су елементи с највише неметалних својстава (као што су кисеоник, флуор и хлор) смештени у горњем десном углу. Комбинација хоризонталних и вертикалних законитости у металном карактеру објашњава степенасто обликовану граничну линију између метала и неметала која може да се уочи на неким периодним системима, као и неретко категорисање неколико елемената који леже на тој линији или елемената који су суседни претходно поменутима (као што су металоиди).‍‍

### Повезујуће или групе премоснице
Идући слева надесно преко четири блока дугог периодног система (или система у формату са 32 колоне), налазе се серије ’повезујућих’ или ’премошћавајућих’ група елемената, смештених отприлике између сваког блока.‍ Ове групе, као и металоиди, имају својства између или као и групе са страна. Хемијски гледано, елементи 3. групе (скандијум, итријум, лантан и актинијум) понашају се баш као земноалкални метали‍ или — уопштеније разматрајући — као метали блока‍‍ али са нешто физичких својстава прелазних метала блока.‍ Лутецијум и лоренцијум, на крају блока, могу да чине другу везујућу или групу премосницу. Лутецијум се хемијски понаша као лантаноид али поседује мешавину физичких својстава лантаноида и прелазних метала.‍‍ Лоренцијум, као аналоган лутецијуму, по свој прилици одражава сличне карактеристике.‍ Ковни метали у 11. групи (бакар, сребро и злато) хемијски су у стању да се понашају или као прелазни метали или као метали главне групе.‍ Испарљиви метали 12. групе (цинк, кадмијум и жива) понекад се сматрају премосницом од блока до блока. Номинално ово су елементи блока, али имају нешто својстава прелазних метала и понашају се више као своји суседи из блока у 13. групи.‍‍ Релативно инертни племенити гасови, у 18. групи, премошћавају најреактивније групе елемената у периодном систему — халогене у 17. групи и алкалне метале у 1. групи.‍

## Историја

### Први покушаји систематизације
Антоан Лавоазје је 1789. године објавио списак 33 хемијска елемента, групишући их у гасове, метале, неметале и земље (енгл. earths).‍ Хемичари цео следећи век проводе трагајући за прецизнијом класификационом шемом... Јохан Волфганг Деберајнер је 1829. године уочио да многи елементи могу да се групишу у тројства (енгл. triads), и то на основу њихових хемијских својстава. Литијум, натријум и калијум, на пример, заједно су груписани у тројство као меки реактивни метали. Деберајнер је такође уочио да је — при распоређивању према атомској тежини — други члан сваког тројства грубо просек првог и трећег;‍ ово је постало познато као Закон тројстава (енгл. Law of triads).‍ Немачки хемичар Леополд Гмелин радио је користећи овај принцип, а до 1843. године идентификовао је десет тројстава, три групе од четири елемента те једну групу од пет елемената. Жан-Батист Дима објавио је 1857. године рад у ком је описао односе између различитих група метала. Иако су многи хемичари били у стању да идентификују односе између малих група елемената, и даље је било неопходно створити једну шему која ће да обухвати све елементе.‍
Немачки хемичар Аугуст Кекуле, посматрајући угљеник је схватио да овај елемент најчешће има четири друга атома везана за себе. Метан, примера ради, има један атом угљеника и четири атома водоника.‍ Овај концепт је на крају постао познат као валентност или валенц(иј)а; различити елементи вежу се с различитим бројем атома.‍
Александар-Емил Бегејер де Шанкуртоа, француски геолог, 1862. године је објавио један од првих облика периодног система; назвао га је телурни хеликс/вијак. Де Шанкуртоа је био прва особа која је уочила периодичност елемената. Размештајући елементе спирално на цилиндар, растуће према атомској тежини, он је показао да се елементи са сличним својствима углавном појављују у правилним интервалима. Његов дијаграм је садржавао и неке јоне и једињења поред елемената. У раду је користио више геолошке него хемијске термине и у исти није укључио дијаграм; као резултат, није задобијено много интересовања све док Дмитриј Мендељејев није објавио свој рад.‍
Јулијус Лотар Мејер, немачки хемичар, 1864. године је објавио периодни систем с 44 елемента распоређена према валентности. У табели се видело да елементи са сличним својствима најчешће имају исту валентност.‍ Вилијам Одлинг, енглески хемичар, упоредо с Мејером је објавио свој систем с 57 елемената распоређених према њиховим атомским тежинама. Уз неколико неправилности и пропуста, он је међу елементима уочио нешто налик на периодичност атомских тежина те да је ово усклађено с „њиховим углавном стеченим груписањима”.‍ Одлинг је био надомак открића периодичног закона, али истраживање није успео да спроведе до краја.‍ Накнадно, 1870. године, предложио је класификацију елемената на основу њихове валентности.‍
Џон Њуландс, енглески хемичар, направио је низ пројеката у периоду 1863—1866. године; открио је да при распоређивању елемената према растућој вредности њихових атомских тежина — слична физичка и хемијска својства почињу да се понављају у интервалу броја осам. Ову периодичност он је упоредио са октавама у музици.‍‍ Овај таконазвани Закон октава, међутим, исмејала је велика већина Њуландсових савременика и Хемијско друштво је тако одбило да објави његов рад.‍ Њуландс је упркос овоме успео да направи систем елемената и искористи га за предвиђање постојања елемената који су недостајали, као што је то случај с германијумом.‍ Хемијско друштво је одало признање важности његових открића тек пет година након што су заслуге припале Мендељејеву.‍
Густавус Хинрихс, академски хемичар данског порекла који је живео у Америци, 1867. године је објавио спирални периодни систем заснован на атомским спектрима и тежинама те хемијским сличностима. Његов рад је окарактерисан као „идиосинкратичан, остентативан и лавиринтан”, што је негативно допринело препознавању и прихватању истог.‍‍

### Мендељејевљев систем
Руски професор хемије Дмитриј Мендељејев и немачки хемичар Јулијус Лотар Мејер независно су објавили своје периодне системе 1869. и 1870. године, редом.‍ Мендељејевљев систем је била његова прва објављена верзија; Мејеров је био проширена верзија његовог (Мејеровог) система из 1864. године.‍ Обојица су своје системе конструисали размештајући елементе у редове или колоне према атомској тежини и почињући нови ред или колону када се карактеристична својства елемената почну понављати (периодичност).‍
Најзначајнији српски хемичар који је међу првима у свету прихватио Мендељејевљев систем био је Сима Лозанић (1847—1935).‍ Препознавање и прихватање које је задобио Мендељејевљев систем у свету је произашло из двеју одлика које је он направио. Прва је било остављање простора у систему када се могло увидети да одговарајући елемент још увек није откривен.‍ Мендељејев није био први хемичар који је поступио овако, али је био први препознат по коришћењу законитости у свом периодном систему за предвиђање својстава оних елемената који су били неоткривени (као што је то галијум или германијум).‍ Друга одлука је било повремено игнорисање редоследа који је произилазио из атомских тежина и замењивање места неким суседним елементима (као што је телур и јод), да би се исти боље класификовали у хемијске породице. Енглески физичар Хенри Мозли је нешто касније, 1913. године, одредио експерименталне вредности нуклеарног набоја односно атомски број појединог елемента, те је показао да Мендељејевљев размештај заиста одговара растућем распоређивању према атомским бројевима.‍
Значај атомских бројева за организацију периодног система није био толико примећен све док постојање и својства протона и неутрона нису била схваћена. Мендељејевљев периодни систем је користио атомску тежину уместо атомског броја за распоређивање елемената, што је била информација до које се могло доћи поприлично тачно у то време. Атомска тежина је послужила како треба у већини случајева да би се (како је истакнуто) добила представа о предвиђању својстава неоткривених елемената тачније него било којим другим тада познатим методом. Замена атомских бројева, када је постала разумљива, за елементе је дала дефинитивни низ заснован на целим бројевима. Мозли је 1913. године (погрешно) предвидео да су једини елементи који недостају између алуминијума (13) и злата (79) елементи 43, 61, 72 и 75; како год, ови елементи су до данас ипак сви откривени. Низ атомских бројева се користи и дан-данас када се нови, синтетички елементи „вештачки” праве и потом проучавају у лабораторијама.‍

### Друга верзија и даљи развој
Мендељејев је 1871. године објавио свој периодни систем у новом облику, с групама сличних елемената распоређеним у колоне а не редове; те колоне биле су означене римским бројевима (од  до VIII), што је одговарало стању оксидације појединог елемента. Такође је изнео детаљна предвиђања што се тиче својстава елемената за које је раније истакао да су неоткривени али да би требало да постоје.‍ Ове празнине су накнадно попуњаване јер су хемичари откривали додатне елементе који се могу наћи у природи.‍ Општеприхваћено је да је последњи елемент који се може наћи у природи био францијум (Мендељејев га је називао ека-цезијум), откривен 1939. године.‍ Међутим, плутонијум који је синтетички произведен годину после, 1971. године је идентификован у траговима као елемент који може да се пронађе у природи.‍
Популарни‍ изглед периодног система, такође познат и као уобичајена или стандардна форма (приказана у многим деловима овог чланка), може да се припише Хорасу Гроувсу Демингу. Наиме, амерички хемичар Деминг је 1923. године објавио два периодна система: један у кратком (Мендељејевљев стил) и један у средњем (18 колона) облику.‍‍ Merck and Company израдио је брошурну форму Деминговог средњег система са 18 колона 1928. године, а ова верзија користила се веома много у америчким школама. До тридесетих година 20. века Демингов систем се нашао у многим приручницима и енциклопедијама из хемије. Такође је дистрибуисан дужи период од стране компаније  .‍‍‍
Развијањем модерних теорија квантне механике за електронске конфигурације унутар атома, постало је очигледно да свака периода (ред) у периодном систему одговара попуњености квантне љуске електронима. Већи атоми имају више електронских подљуски, тако да су касније настали системи захтевали прогресивно дуже периоде.‍
Глен Сиборг, амерички научник, 1945. године је дао предлог да се актиноидски елементи (као што су лантаноиди) сматрају поднивоом блока f. Пре овога, актиноиди су чинили четврти ред блока. Сиборгове колеге су га саветовале да не објављује тако радикалан предлог јер би му то веома лако могло да упропасти каријеру. Пошто је Сиборг сматрао да тада и није имао каријеру која би могла да се уништи, он је одлучио супротно; предлог се показао исправним и 1951. године Сиборг за свој рад на синтетисању актиноидских елемената осваја Нобелову награду за хемију.‍‍‍
Иако се неколицина одређених трансуранијумских елемената налази у природи,‍ сви ови елементи су прво откривени у лабораторијама. Њихова производња проширила је периодни систем у значајној мери, а први елемент који је додат као синтетички био је нептунијум (1939. године).‍ Пошто су многи трансуранијумски елементи веома нестабилни и распадају се доста брзо, детектовање односно одређивање својстава истих након производње представља прави изазов. Постојале су бројне контроверзе што се тиче прихватања назива одређених елемената који су се откривали у кратким временским размацима, а тада је било неопходно дати независно мишљење које име има приоритет те приписати откриће правој особи или тиму. Претпоследњи елементи који су прихваћени и именовани су били флеровијум (елемент 114) и ливерморијум (елемент 116), а оба су своје име добила 31. маја 2012. године.‍ Удруженим снагама руско-америчких научника из Дубне (Московска област, Русија), синтетисано је шест атома тенесина; ово је најновије откриће хемијских елемената који су се уврстили у периодни систем под именима које је одредио и као последње прихваћене и именоване елементе 28. новембра 2016. године званично потврдио/именовао IUPAC: нихонијум (елемент 113), московијум (елемент 115), тенесин (елемент 117) и оганесон (елемент 118).‍‍
Елементи 113, 115, 117 и 118 су формално препознати 30. децембра 2015. године од стране а, чиме је комплетиран седми ред периодног система.‍‍ Званична имена и симболи за сваки од ових елемената, који су заменити привремене ознаке као што су унунпентијум (Uup) у случају елемента 115, били су објављени у току 2016. године. IUPAC је 8. јуна 2016. године објавио предложена имена за сваки од елемената. Нихонијум (симбол Nh) било је предложено име за елемент 113 јер је откривен у у у Јапану. Ово је први елемент који је добио име по локацији у источној Азији. Елемент 115 је имао предложено име московијум (симбол Mc) по локацији Обједињеног института за нуклеарна истраживања у Москви (Русија). Елемент 117 имао је предложено име тенесин (симбол Ts), што се односи на државу Тенеси у САД која је дом Националне лабораторије Оук Риџ. На крају, елемент 118 имао је предложено име оганесон (симбол Og), у част руског нуклеарног физичара Јурија Оганесјана који је предводио тим који је синтетисао овај елемент.‍‍

## Различити периодни системи

### Дуги или систем са 32 колоне
Модерни периодни систем се некад проширује у дуги односно формат с 32 колоне, умећући елементе блока из фусноте на њихову ’природну’ позицију између  и  блока. За разлику од формата са 18 колона, овакав размештај резултује спречавањем „[сваког] прекидања у низу растућих атомских бројева”.‍ Однос између блока и осталих блокова периодног система такође постаје јасније видљив.‍
Џенсен заговара формат система с 32 колоне, истичући важност чињенице да лантаноиди и актиноиди у осталим случајевима у главама ученика или студената испадају досадни, неважни елементи који се могу негде одложити и игнорисати.‍
Упркос овим предностима, формат с 32 колоне углавном се избегава на рачун неуобичајеног правоугаоног омјера (при упоредби са омјером странице у књизи и сл.),‍ али и чињенице да су хемичари навикнути много више на модерни формат (који је увео Сиборг).‍

### Системи с различитим структурама
У току стогодишњег периода након настанка Мендељејевљевог система 1869. године, процењено је да је објављено око 700 различитих верзија периодног система.‍ Поред најбројнијих правоугаоних варијација, обликовани су и периодни системи у неким другим форматима; најзначајнији примери укључују‍ кружне, коцкасте, цилиндричне, квадарске, спиралне, лемнискатне,‍ осмоуганопризмне, пирамидалне, сферичне, троугаоне и друге верзије. Овакви алтернативни системи се најчешће развијају да би се назначила или истакла хемијска или физичка својства елемената која се у традиционалним периодним системима не могу лако уочити.‍
Популарни‍ алтернативни формат је систем Теодора Бенфија (1960). Елементи су размештени по непрекинутој спирали, водоник је у центру, а прелазни метали, лантаноиди и актиноиди на ’полуострвима’.‍
Велика већина периодних система је дводимензионална;‍ међутим, тродимензионални системи су познати још најмање од 1862. године (пре настанка Мендељејевљевог дводимензионалног система 1869. године). Новији примери укључују Куртинову „Периодну класификацију” (енгл. Courtines' "Periodic Classification") из 1925. године,‍ Ринглијев „Ламина систем” (енгл. Wringley's "Lamina System") из 1949. године,‍ Жигеров „Периодни хеликс” (енгл. Giguère's "Periodic helix") из 1965. године‍ и Дуфорово „Периодно стабло” (енгл. Dufour's "Periodic Tree") из 1996. године.‍ Усудивши се отићи корак даље, Тимоти Стоу је 1989. године осмислио „Периодни систем физичара” (енгл. Stowe's "Physicist's Periodic Table")‍ који наводно представља четвородимензионални периодни систем (има три просторне димензије и боју као димензију више, мада већина система данас изгледа баш овако).‍
Различити облици периодног система могу да се сматрају плодом хемијско-физичког континуума.‍ Приближавајући се хемијском крају континуума, могуће је пронаћи — примера ради — Рејнер-Канамов ’непослушни’‍ „Периодни систем неорганског хемичара” из 2002. године,‍ у ком је нагласак на законитостима и узорцима те необичним хемијским односима и својствима. Близу физичког краја континуума је Жанеов „Левостепенасти периодни систем” из 1928. године; овај систем има структуру која показује блискију везу с редоследом попуњавања електронских љуски и тиме квантном механиком.‍ Донекле сличан приступ имао је и Алпер,‍ с тим да је његов дизајн искритиковао Скери оптужујући га за занемаривање потребе да се прикаже хемијска и физичка периодичност.‍ Негде у средини континуума је свеприсутни уобичајени или стандардни облик периодног система, у ком је циљ боље представити емпиријске законитости у погледу физичког стања, електричне и топлотне проводљивости те оксидационе бројеве, као и друга својства лако изводљива традиционалним техникама у хемијској лабораторији.‍ Његова популарност је, како се верује, резултат чињенице да овај формат има добар баланс одлика у погледу лакоће израде и величине, те представљања атомског реда и законитости периодичности.‍‍
|         | 1    | 2    | 3    | 4    | 5    | 6    | 7    | 8    | 9    | 10   | 11   | 12   | 13   | 14   | 1    | 2    | 3    | 4    | 5    | 6    | 7    | 8    | 9    | 10   | 1    | 2    | 3    | 4    | 5    | 6    | 1    | 2    |
| 1       |      |      |      |      |      |      |      |      |      |      |      |      |      |      |      |      |      |      |      |      |      |      |      |      |      |      |      |      |      |      |      |      |
| 2       |      |      |      |      |      |      |      |      |      |      |      |      |      |      |      |      |      |      |      |      |      |      |      |      |      |      |      |      |      |      |      |      |
| 2 3     |      |      |      |      |      |      |      |      |      |      |      |      |      |      |      |      |      |      |      |      |      |      |      |      |      |      |      |      |      |      |      |      |
| 3 4     |      |      |      |      |      |      |      |      |      |      |      |      |      |      |      |      |      |      |      |      |      |      |      |      |      |      |      |      |      |      |      |      |
| 3 4 5   |      |      |      |      |      |      |      |      |      |      |      |      |      |      |      |      |      |      |      |      |      |      |      |      |      |      |      |      |      |      |      |      |
| 4 5 6   |      |      |      |      |      |      |      |      |      |      |      |      |      |      |      |      |      |      |      |      |      |      |      |      |      |      |      |      |      |      |      |      |
| 4 5 6 7 |      |      |      |      |      |      |      |      |      |      |      |      |      |      |      |      |      |      |      |      |      |      |      |      |      |      |      |      |      |      |      |      |
| 5 6 7 8 |      |      |      |      |      |      |      |      |      |      |      |      |      |      |      |      |      |      |      |      |      |      |      |      |      |      |      |      |      |      |      |      |
|         |      |      |      |      |      |      |      |      |      |      |      |      |      |      |      |      |      |      |      |      |      |      |      |      |      |      |      |      |      |      |      |      |
|         | блок | блок | блок | блок | блок | блок | блок | блок | блок | блок | блок | блок | блок | блок | блок | блок | блок | блок | блок | блок | блок | блок | блок | блок | блок | блок | блок | блок | блок | блок | блок | блок |

## Отворена питања и контроверзе

### Позиција водоника и хелијума
Једноставно пратећи електронске конфигурације, водоник (1s1) и хелијум (1s2) требало би да се налазе у 1. и 2. групи, изнад литијума ([] 21) и берилијума ([] 22).‍ Међутим, такво распоређивање ова два елемента се ретко користи ван контекста електронских конфигурација. Када су племенити гасови (тада под називом „инертни гасови”) први пут откривени око 1900. године, били су познати као „0. група” јер нису одражавали никакву хемијску реактивност оних елемената који су били познати у то време, а хелијум је био смештен на врху те групе зато што је делио огромну хемијску инертност која се могла видети и код других елемената ове групе. Како је група променила свој формални број, многи аутори су наставили да стављају хелијум директно изнад неона, дакле у 18. групу; један од примера таквог распоређивања је и тренутни периодни систем који користи .‍
Хемијска својства водоника нису веома блиска онима алкалних метала који заузимају 1. групу, а на основу тога водоник се понекад ставља на неку другу позицију: једна од најчешћих алтернатива је 17. група;‍ један од фактора који на ово утичу је стриктно унивалентна, преовлађујуће неметална хемија водоника, док је она флуора (елемент који се налази на врху 17. групе) стриктно унивалентна и неметална такође. Каткада, да би се показало како водоник има особине које одговарају онима и алкалних метала и халогена, овај елемент може да се нађе приказан у две колоне истовремено.‍ Други предлог је позиција изнад угљеника у 14. групи: распоређен на овај начин, водоник се добро уклапа у тренд растућих потенцијалних вредности јонизације и вредности електронског афинитета те не одудара много ни од законитости електронегативности (мада водоник не може да покаже тетравалентне карактеристике тежих елемената 14. групе).‍ У коначници, водоник може да се смести засебно од свих група; овакав принцип заснива се на чињеници да се опште особине водоника разликују од особина елемената из свих група: за разлику од водоника, остали елементи 1. групе показују веома јако изражена метална својства; елементи 17. групе углавном стварају соли (одакле и долази термин халоген); елементи преосталих група показују мултивалентнију хемију. Други елемент 1. периоде, хелијум, такође се некада издваја из свих група и ставља на засебну позицију.‍ Својство које разликује хелијум од остатка племенитих гасова (иако је невероватна инертност хелијума веома близу оној неона и аргона)‍ представља чињеница да у својој затвореној електронској љусци хелијум има два електрона у спољашњој електронској орбитали, док остатак племенитих гасова у овој љусци има осам електрона.

### Група 3 и њени елементи у 6. и 7. периоди
Иако су скандијум и итријум увек прва два елемента 3. групе, идентитет следећа два елемента није у потпуности јединствено прихваћен. Најчешће су то лантан и актинијум, а ређе лутецијум и лоренцијум. Две варијанте воде порекло из историјских тешкоћа да се лантаноиди сместе у периодни систем, те аргумената о томе где елементи блока почињу а где завршавају.‍‍‍ Тврдило се да су овакви аргументи доказ да је „грешка растављати [периодни] систем у оштро разграничене блокове”.‍ Трећа варијанта је приказ двеју позиција испод итријума са ознаком за лантаноиде и актиноиде.
Постоје изнесени физички и хемијски аргументи који иду више у корист лутецијума и лоренцијума,‍‍ али далеко од тога да се сви аутори слажу са овим одабиром.‍ Већина хемичара који активно раде и није свесна да постоји икаква контроверза.‍ IUPAC је децембра 2015. године покренуо један пројекат с циљем изналаска оптималног решења по питању овог проблема, како би могла да се изда и званична препорука.‍

#### Лантан и актинијум
| и испод |

Лантан и актинијум се најчешће приказују као последња два члана 3. групе.‍‍‍ Истиче се чињеница да је овакав одабир направљен још четрдесетих година 20. века те да се изглед периодних система ослања на електронске конфигурације елемената и појам диференцијације електрона. Конфигурације цезијума, баријума и лантана су (редом) [] 61, [] 62 и [] 51 62. Лантан тако има 5d-диференцирајући електрон и ово га смешта у „3. групу на место првог члана блока за 6. периоду”.‍ Доследан низ електронских конфигурација тада може да се примети у 3. групи и чине га скандијум ([] 31 42), итријум ([] 41 52) и лантан ([] 51 62). Како год, у 6. периоди итербијум има електронску конфигурацију [] 413 51 62, а лутецијум [] 414 51 62; резултат је „добијање 4f-диференцирајућег електрона за лутецијум и основано распоређивање истог на место последњег члана блока за 6. периоду”.‍ Каснијим спектроскопским испитивањем откривено је да је електронска конфигурација итербијума заправо [] 414 62. Ово је значило да и итербијум и лутецијум (лутецијум који има конфигурацију [] 414 51 62) имају 14 електрона; резултат је „добијање диференцирајућег а не диференцирајућег електрона” за лутецијум, што га за позицију у 3. групи испод итријума чини „једнако валидним кандидатом” као што је и лантан ([Xe] 51 62).‍ Како год, лантан има предност да буде на овом положају јер се 51-електрон појављује први пут у његовој структури, док се тек трећи пут по реду јавља код лутецијума (кратко друго јављање је било код гадолинијума).‍
Што се тиче хемијског понашања и трендова низ 3. групу за својства као што су тачка топљења, електронегативност и јонски радијус,‍‍ скандијум, итријум, лантан и актинијум су налик својим панданима из 1—2. групе. У овој варијанти, број електрона код најчешћих (тривалентних) јона елемената блока доследно се поклапа с њиховим позицијама у блоку.‍ На пример, број електрона за тривалентне јоне првих трију елемената блока износи 1 (Ce), 2 (Pr) и 3 .‍

#### Лутецијум и лоренцијум
| и испод |

У осталим системима, лутецијум и лоренцијум се приказују као последња два члана 3. групе.‍‍ Прве технике за хемијско издвајање скандијума, итријума и лутецијума ослањају се на чињеницу да су се ови елементи појављивали заједно у такозваној „итријумовој групи”, док су се лантан и актинијум појављивали заједно у „церијумовој групи”.‍ Узимајући ово у обзир, многи хемичари су се двадесетих и тридесетих година 20. века одлучивали за лутецијум наспрам лантана као један од елемената 3. групе.‍ Неколико физичара се педесетих и шездесетих година 20. века определило за лутецијум, у светлу успоређивања неколико физичких својстава овог елемента с физичким својствима која карактеришу лантан.‍ Такав размештај у ком је лантан први члан блока оспоравало је неколико аутора јер лантан нема ниједан електрон. Међутим, заговарала се и идеја да ово није валидан противаргумент јер постоје и друге аналогне аномалије периодног система; најбољи пример је торијум, зато што овај елемент нема ниједан електрон а опет се налази у поменутом блоку.‍ Што се тиче лоренцијума, његова гасовита атомска електронска конфигурација потврђена је тек 2015. године и гласи [] 514 72 71. Оваква конфигурација представља још једну аномалију периодног система, независно од тога да ли је лоренцијум смештен у блоку или блоку, а разлог је постојање једне потенцијално применљиве позиције у блоку која је већ била резервисана за нихонијум с предвиђеном конфигурацијом [] 514 610 72 71.‍‍
Хемијски гледано, скандијум, итријум и лутецијум (и по свој прилици лоренцијум) понашају се као тривалентне верзије метала 1—2. групе.‍ С друге стране, трендови низ групу за својства као што је тачка топљења, електронегативност и јонски радијус, слични су онима која се могу наћи код њихових пандана из 4—8. групе.‍ У овој варијанти, број електрона код гасовитих облика атома блока обично се поклапа с њиховим позицијама у блоку. На пример, број електрона за првих пет елемената блока износи 0 (La), 1 (Ce), 3 (Pr), 4 (Nd) и 5 .‍

#### Лантаноиди и актиноиди
| Ознаке испод |

Неколицина аутора смешта свих тридесет лантаноида и актиноида на две позиције испод итријума (обично користећи фуснотне ознаке). У овој варијанти наглашавају се сличности у хемији 15 лантаноидних елемената (La—Lu), можда на рачун двосмислености око питања који елементи заузимају две позиције испод итријума у 3. групи те 15 колона широког блока (иако само 14 елемената може да буде у било ком од редова блока).‍

### Групе укључене у прелазне метале
Дефиниција прелазног метала коју даје IUPAC је да је то сваки елемент чији атом има некомплетну d-подљуску или који може да се доведе у стање катјона с некомплетном d-подљуском.‍ Према овој дефиницији, сви елементи у групама 3—11 су прелазни метали. ова дефиниција из категорије прелазних метала искључује, дакле, елементе 12. групе, што обухвата цинк, кадмијум и живу.
Неки хемичари користе категорије „елемената блока” и „прелазних метала” као синониме, тиме директно укључујући елементе група 3—12 међу прелазне метале. У овом случају, елементи 12. групе се третирају као посебан случај прелазних метала код којих електрони обично немају способност стварања хемијске везе. Извештај из 2007. године о жива(IV)-флуориду (4), једињењу у којем жива хипотетички користи своје електроне за везивање, навело је неке научнике на излагање предлога о томе да и жива може да се третира као прелазни метал.‍ Остали научници, као на пример Џенсен,‍ истицали су чињеницу да до формације једињења као што је 4 може да дође само под високо абнормалним условима; штавише, постојање истог је тренутно оспорено. Према томе, жива не може да се сматра прелазним металом ни према једној разумној интерпретацији уобичајеног значења овог термина.‍
С друге стране, неки хемичари искључују елементе 3. групе из дефиниције прелазног метала. То чине на основу тога што елементи 3. групе не формирају ниједан јон с нарочито заузетом љуском и тако не одражавају нити једну од карактеристика хемије прелазних метала.‍ У овом случају, само елементи група 4—11 убрајају се у прелазне метале. Како год, иако елементи 3. групе показују мало карактеристичних хемијских својстава прелазних метала — исти показују значајан број карактеристичних физичких својстава (на рачун постојања у сваком атому појединог електрона).‍

### Елементи с непознатим хемијским особинама
Иако су сви до оганесона до сада откривени, од елемената после хасијума (елемент 108) само коперницијум (елемент 112), нихонијум (елемент 113) и флеровијум (елемент 114) имају познате хемијске особине односно својства; само за коперницијум тренутно постоји довољно доказа за коначну категоризацију. Остали елементи се можда понашају другачије у односу на оно што екстраполација предвиђа, и то због релативистичких ефеката; на пример, за флеровијум се предвиђало да ће највероватније да се одликује неким својствима која су карактеристична за племените гасове, а тренутно се исти налази смештен у угљеникову групу.‍ Новији експерименти показали су, међутим, да се флеровијум хемијски понаша попут олова, што се и очекује гледајући позицију овог елемента у периодном систему.‍

### Додатна проширења периодног система
Није познато да ли ће новооткривени елементи да прате узорак тренутног периодног система као 8. периода или ће додатна прилагођавања и корекције да буду неопходне. Сиборг је очекивао да ће 8. периода да прати претходно успостављени узорак у потпуности, и то тако што ће да постане део двоелементног блока за елементе 119 и 120, новог блока за следећих 18 елемената, те 30 додатних елемената који би били наставак на преостала три тренутна блока (f,  и  блок) — завршавајући се елементом 168 као следећим племенитим гасом.‍ Недавно су физичари попут Пеке Пикеа износили теорије да ови додатни елементи можда неће следити Маделунгово правило, које предвиђа како се електронске љуске попуњавају и тиме увелико утиче на изглед тренутног периодног система. Тренутно постоји неколико конкурентних теоријских модела за одређивање положаја елемената са атомским бројем мањим од или једнаким 172.‍

### Елемент с највећим могућим атомским бројем
Број могућих елемената није познат. Веома рано мишљење које је 1911. године изнео Елиот Адамс и које је засновано на размештају елемената у сваком од хоризонталних редова периодног система било је да елементи са атомском тежином већом од 256± (што би данас било једнако елементу са атомским бројем између 99 и 100) не могу да постоје.‍ Нешто скорија процена је да би периодни систем могао да се заврши недуго након преласка ’острва стабилности’,‍ за што се верује да ће се десити око елемента 126, зато што је проширивање периодних и нуклидних система ограничено протонским и неутронским линијама капи.‍ Други значајни предлози везано за крај периодног система укључују прекид на елементу 128 који је предложио Џон Емсли,‍ прекид на елементу 137 који је предложио Ричард Фајнман‍ те прекид на елементу 155 који је предложио Алберт Казан.
Боров модел
Боров модел атома ставља одређене тешкоће пред атоме са атомским бројевима већим од 137 зато што би било који елемент с већим атомским бројем захтевао да 1s-електрони путују брже од величине c тј. брзине светлости.‍ Према томе, нерелативистички Боров модел показује се нетачним када се примени на елементе са овим или већим атомским бројем.
Релативистичка Диракова једначина
Релативистичка Диракова једначина такође испољава проблеме када се примени на елементе с више од 137 протона. За такве елементе, таласна функција Дираковог основног стања је осцилаторна уместо ограничене, те не постоји празнине између позитивних и негативних енергетских спектара (као у Клајновом парадоксу).‍ Тачнији прорачуни, узимајући у обзир ефекте ограничене величине језгра, указују на то да енергија везивања прво прелази лимит за елементе с више од 173 протона. За теже елементе, ако унутрашња орбитала (1s) није попуњена, електрично поље језгра вукло би електроне из вакуума, што би даље резултовало у спонтаној емисији позитрона;‍ међутим, ово се не дешава ако се унутрашња орбитала попуни, тако да елемент 173 не мора нужно да представља крај периодног система.‍

### Оптимални облик
Неколико различитих облика периодног система навело је на постављање питања да ли постоји оптимални или дефинитивни облик периодног система. Сматра се да одговор на ово питање зависи од тога да ли је хемијска периодичност уочена као појава међу елементима заправо стопостотно истинита, ефективно уткана у универзум, или је пак ова периодичност само производ субјективне људске интерпретације, условљене околностима, веровањима и склоностима људских посматрача. Објективни фундамент хемијске периодичности дао би одговоре и на питања позиције за водоник и хелијум, као и састав 3. групе. Таква темељна истина, уколико постоји, верује се да још увек није откривена. Све док се ово откриће не догоди, многи различити облици периодног система могу да се сматрају варијацијама схватања хемијске периодичности, при чему ће заговарачи сваке да истражују и стављају нагласак на различите аспекте, својства, перспективе и односе елемената.‍

### Модерна верзија
Испод је дат пример савременог ажурираног периодног система, урађеног у SVG формату. За разлику од система датих у уводу, овај садржи пуно више корисних информација уграђених у саме ћелије (1. енергија јонизације, електронегативност, оксидациона стања, електронска конфигурација итд.).

### Цитирана библиографија
Ball, P. (2002). The Ingredients: A Guided Tour of the Elements. Oxford: Oxford University Press. ISBN 978-0-19-284100-1. Приступљено 19. 4. 2016.
Chang, R. (2002). Chemistry (VII изд.). New York: McGraw-Hill Higher Education. ISBN 978-0-19-284100-1. Приступљено 19. 4. 2016.
Gray, T. (2009). The Elements: A Visual Exploration of Every Known Atom in the Universe. New York: Black Dog & Leventhal Publishers. ISBN 978-1-57912-814-2. Приступљено 19. 4. 2016.
Greenwood, N. N.; Earnshaw, A. (1984). Chemistry of the Elements. Oxford: Pergamon Press. ISBN 978-0-08-022057-4. Приступљено 19. 4. 2016.
Huheey, J. E.; Keiter, E. A.; Keiter, R. L. (1997). Principles of structure and reactivity (IV изд.). New York: Harper Collins College Publishers. ISBN 978-0-06-042995-9. Приступљено 19. 4. 2016.
Moore, J. (2003). Chemistry For Dummies (I изд.). New York: Wiley Publications. ISBN 978-0-7645-5430-8. Приступљено 19. 4. 2016.
Scerri, E. (2007). The periodic table: Its story and its significance. Oxford: Oxford University Press. ISBN 978-0-19-530573-9. Приступљено 19. 4. 2016.
Scerri, E. (2011). The periodic table: A very short introduction. Oxford: Oxford University Press. ISBN 978-0-19-958249-5. Приступљено 19. 4. 2016.
Venable, F. P. (1896). The Development of the Periodic Law. Easton, Pennsylvania: Chemical Publishing Company. Приступљено 19. 4. 2016.